# 2009 في سوريا
فيما يلي قوائم الأحداث التي وقعت خلال عام 2009 في سوريا.

## أفلام
من الأفلام التي صدرت هذه السنة في سوريا:
- 1 يناير – الخوافي والقوادم في نصرة الإسلام من إخراج سيف الشيخ نجيب.
- 1 يناير – حراس الصمت
- 1 يناير – سيلينا من إخراج حاتم علي.

## مواليد

### يونيو
- 7 يونيو – بانا العبد طفلة سورية اشتهرت بفضل تغريداتها على موقع تويتر حول الحرب الدائرة في سوريا.

## وفيات

### مارس
- 15 مارس – عبد الرحمن خليفاوي (مواليد 1930) سياسي سوري.
- 30 مارس – ناجي جبر (مواليد 1940) ممثل سوري.

### أغسطس
- 8 أغسطس – ارام تيغران (مواليد 1934) مغني أرمني.
- 11 أغسطس – دياب الماشي (مواليد 1915) سياسي سوري.
- 26 أغسطس – زياد الرفاعي (مواليد 1969) ممثل سوري.

### سبتمبر
- 3 سبتمبر – أحمد قدور دوغان (مواليد 1946) شاعر وكاتب سوري.
- 12 سبتمبر – ردينة معلا (مواليد 1977) سباحة ورياضية سورية متوفية.

### ديسمبر
- 17 ديسمبر – أمين الحافظ (مواليد 1921) رئيس سوريا السابق، بعد انقلاب 8 آذار 1963.